# Bar Harbor (hrabstwo Hancock)
Bar Harbor – jednostka osadnicza w Stanach Zjednoczonych, w stanie Maine, w hrabstwie Hancock.